# ایمی کارتر
ایمی لین کارتر (زاده ۱۹ اکتبر ۱۹۶۷) دختر سی و نهمین رئیس‌جمهور ایالات متحده جیمی کارتر و همسرش روزالین کارتر است. ایمی زمانی که در دوران ریاست جمهوری پدرش در کاخ سفید زندگی می‌کرد در کودکی مورد توجه قرار گرفت.

## سنین جوانی و تحصیلات
ایمی کارتر در ۱۹ اکتبر ۱۹۶۷ در پلینز، جورجیا به دنیا آمد. او در پلینز بزرگ شد تا اینکه پدرش به عنوان فرماندار انتخاب شد و خانواده‌اش به عمارت فرماندار جورجیا در آتلانتا نقل مکان کردند. در سال ۱۹۷۰، پدرش به عنوان فرماندار جورجیا انتخاب شد و سپس در سال ۱۹۷۶، زمانی که او نه ساله بود، پدرش به عنوان رئیس‌جمهور ایالات متحده انتخاب شد و به همراه خانواده اش به کاخ سفید نقل مکان کردند.
ایمی در طی چهار سال حضور در کاخ سفید در مدارس دولتی واشینگتن تحصیل کرد. ابتدا مدرسه ابتدایی استیونز و سپس مدرسه راهنمایی رز هاردی.
پس از ریاست جمهوری پدرش، ایمی به آتلانتا نقل مکان کرد و سال آخر دبیرستان را در آکادمی وودوارد در کالج پارک، جورجیا گذراند. ایمی در دانشگاه براون تحصیل کرد، اما در سال ۱۹۸۷به دلیل عدم موفقیت در ادامه تحصیلاتش اخراج شد. او بعداً مدرک لیسانس هنرهای زیبا از کالج هنر ممفیس و مدرک کارشناسی ارشد در تاریخ هنر از دانشگاه تولین در نیواورلئان در سال ۱۹۹۶ دریافت کرد.

## زندگی در کاخ سفید
در ژانویه ۱۹۷۷، در سن ۹ سالگی، ایمی وارد کاخ سفید شد و به مدت چهار سال در آنجا زندگی کرد. او در این دوره مورد توجه بسیاری از رسانه‌ها قرار گرفت، زیرا کودکان خردسال از اوایل ریاست جمهوری جان اف. کندی در دهه ۱۹۶۰ در کاخ سفید زندگی نکرده بودند (و پس از ریاست جمهوری کارتر تا زمان تحلیف بیل کلینتون دیگر این کار را نمی‌کرد. در ژانویه ۱۹۹۳، آخرین نفر چلسی کلینتون بود)

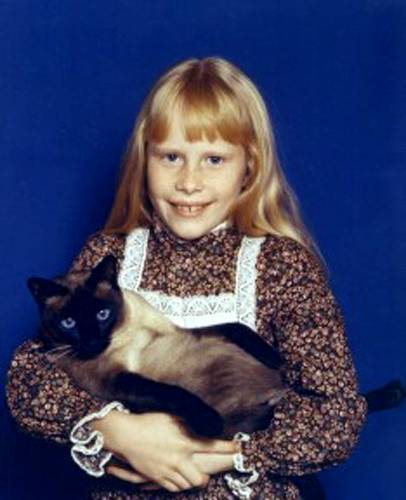
ایمی با گربه خانگی اش در سال ۱۹۷۷

زمانی که ایمی در کاخ سفید بود، یک گربه سیامی به نام میستی مالارکی یینگ یانگ داشت که آخرین گربه ای بود که کاخ سفید را تا زمان ساکس که متعلق به بیل کلینتون بود، اشغال کرد. ایمی همچنین یک فیل از سریلانکا از یک مهاجر دریافت کرد. این حیوان به باغ وحش ملی در واشینگتن دی سی انتقال داده شد.
ایمی از اتاق شرقی کاخ سفید اسکیت کرد و یک خانه درختی در چمن جنوبی داشت. هنگامی که او دوستان خود را برای مهمانی‌های خواب در خانه درختی خود دعوت کرد، مأموران سرویس مخفی این رویداد را زیر نظر گرفتند.
مری پرینس (یک زن آمریکایی آفریقایی تبار که به جرم قتل محکوم شد و بعداً تبرئه شد و مورد عفو قرار گرفت) از سال ۱۹۷۱تا پایان ریاست جمهوری جیمی کارتر به عنوان پرستار از ایمی مراقبت می‌کرد و در این سمت از طریق برنامه آزادی زندان در جورجیا شروع به کار کرد.
ایمی با رفتاری که بیشتر رسانه‌ها بعداً با چلسی کلینتون برخورد کردند، مواجه نشد. جیمی کارتر در جریان مناظره ای با رونالد ریگان در سال ۱۹۸۰ از دخترش یاد کرد، زمانی که گفت از او پرسیده‌است مهم‌ترین مسئله در آن انتخابات چیست و او گفت: کنترل سلاح‌های هسته ای.
یک بار وقتی خبرنگاری از او پرسید که آیا پیامی برای بچه‌های آمریکا داری، به چشمان خبرنگار نگاه کرد و چند لحظه فکر کرد و گفت: نه.

## فعالیت‌ها
ایمی کارتر بعدها به خاطر فعالیت‌های سیاسی اش شناخته شد. او در طول دهه ۱۹۸۰ و اوایل دهه ۱۹۹۰ در تحصن‌ها و اعتراضاتی شرکت کرد که هدف آن تغییر سیاست خارجی ایالات متحده در قبال آپارتاید آفریقای جنوبی و آمریکای مرکزی بود. او به همراه ابی هافمن و ۱۳ نفر دیگر در جریان تظاهرات سال ۱۹۸۶ در دانشگاه ماساچوست آمهرست به دلیل اعتراض به استخدام سازمان سیا در آنجا دستگیر شد. او در یک محاکمه علنی در نورث همپتون، ماساچوست از همه اتهامات تبرئه شد. وکیل لئونارد وینگلاس، که در دهه ۱۹۶۰از ابی هافمن در محاکمه شیکاگو هفت دفاع کرد، از دفاع ضروری استفاده کرد و با موفقیت استدلال کرد که چون سیا در فعالیت‌های جنایتکارانه در آمریکای مرکزی و سایر نقاط داغ شرکت داشت، جلوگیری از استخدام آن در محوطه دانشگاه معادل تجاوز است. در یک ساختمان در حال سوختن.

## زندگی شخصی
در سپتامبر ۱۹۹۶، ایمی با مشاور کامپیوتر جیمز گرگوری ونتزل ازدواج کرد. ونتزل مدیر بخش یازده کتابفروشی آتلانتا بود که ایمی به‌طور پاره وقت در آنجا کار می‌کرد. آنها یک پسر به نام هوگو جیمز ونتزل دارند. در سال ۲۰۰۵، این زوج طلاق گرفتند. در سال ۲۰۰۷ ، ایمی با جان جوزف «جی» کلی ازدواج کرد. آنها یک پسر به نام ارول کارتر کلی دارند.
از اواخر دهه ۱۹۹۰، ایمی در تظاهرات عمومی شرکت نکرد و مصاحبه ای انجام نداد. او یکی از اعضای هیئت مشاوران مرکز کارتر است که از حقوق بشر و دیپلماسی دفاع می‌کند. توسط پدرش تأسیس شد.